# Gymnomystax mexicanus
Sargento-corrupião ou iratauá-grande (Gymnomystax mexicanus) é uma espécie de ave da família Icteridae. É a única espécie do género Gymnomystax.
Pode ser encontrada nos seguintes países: Brasil, Colômbia, Equador, Guiana Francesa, Guiana, Peru, Suriname e Venezuela. Seus habitats naturais são: florestas subtropicais ou tropicais húmidas de baixa altitude, matagal húmido tropical ou subtropical, campos de gramíneas de baixa altitude subtropicais ou tropicais sazonalmente húmidos ou inundados e pântanos.